# Falsa cor

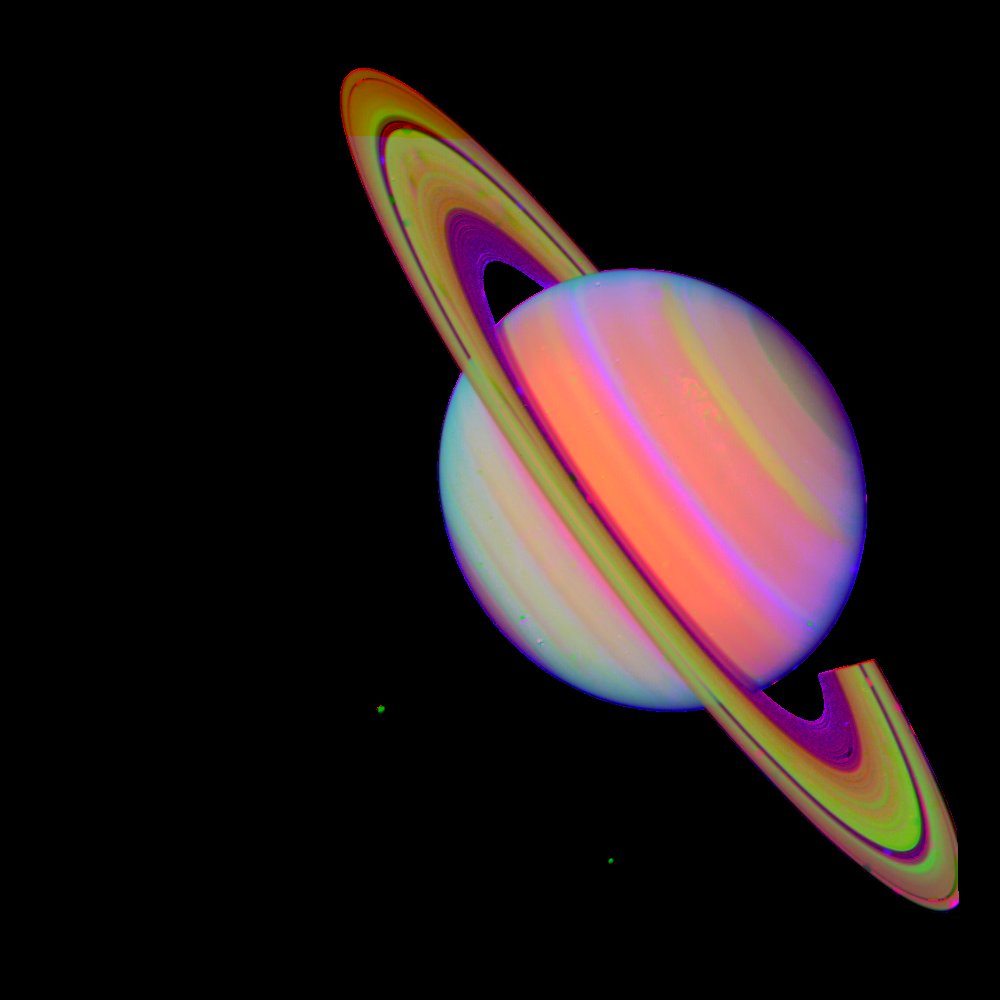
Imagem em falsa cor de Saturno.

Falsa cor (em inglês false color) é uma técnica fotográfica que mostra um objeto ou sujeito com cores que a visão humana não é capaz de ver a olho nu. Imagens em falsa cor são primariamente feitas para facilitar e revelar dados dos quais não poderiam ser obtidas imagens em verdadeira cor.
Uma técnica derivada da falsa cor é a pseudo-cor, que retrata a intensidade de uma informação, seja a intensidade de uma luz ou não. 